# Unió de Pobles del Camerun
Unió de Pobles del Camerun o Unió dels Pobles del Camerun (francès Union des populations du Cameroun UPC) és un partit polític del Camerun de posicions d'esquerra, que després de la independència va dirigir una revolució nacional armada, que fou aplanada pels francesos.

## Història
La UPC es va fundar en un cafè-bar de Douala-Bassa anomenat "Chez Sierra". Els seus pares fundadors són Jacques Ngom, Charles Assalé, Guillaume Hondt, Joseph Raymond Etoundi, Léopold Moumé Etia, Georges Yémi, Théodore Ngosso, Guillaume Bagal, Léonard Bouli, Emmanuel Yap, Jacques-Réné Bidoum, H-R Manga Mado (Ruben Um Nyobe n' tanmateix, no hi va participar).
Els francesos, molt presents als orígens del moviment, s'esvaeixen molt ràpidament. El mateix Gaston Donnat, tot i que encara es presenta espontàniament com el "primer dels upécistes" (li havien ofert el carnet de "núm.1” de la UPC) uns mesos abans de la seva mort —que es va produir el febrer de 2007 a 93 anys— posa en perspectiva el seu paper: “Els meus camarades francesos i jo, explica, només vam ajudar els nostres amics camerunesos i [...], a partir d'abril de 1947, tant la USCC com la UPC eren organitzacions absolutament independents dirigides exclusivament per camerunesos.»